# Mesochytriales
Mesochytriales es un orden de hongos quitridios de la división Chytridiomycota que fue descrito en 2014 y se divide en una familia Mesochytriaceae.

## Descripción
Poseen un talo simple, con esporangios epibióticos inoperculados, monocéntrico con desarrollo endógeno y rizoides ligeramente ramificados cerca de la base esporanial; zoosporas centriolas en un ángulo de ca. 30 ° al cinetosoma. Viven en aguas dulces y son parásitos de algas. Se reproducen asexualmente usando zoosporas.

## Clasificación
Se clasifican de la siguiente manera:
- Mesochytriales
  - Mesochytriaceae
    - Mesochytrium